# Big Gee
Big Gee（1984年—），原名特古斯基日嘎啦·蒙克额尔德尼，蒙古国说唱歌手。

## 经历
Big Gee在1984年出生，年少时随家人搬家到乌兰巴托，成长于乌兰巴托蒙古包社区的一个单亲家庭中，他于1998年开始出道。该歌手因批评蒙古国的贪污腐败以及滥权问题闻名。

## 言论观点
Big Gee在接受多家媒体采访时谴责蒙古国政府内部的腐败、环境治理以及乌兰巴托郊区贫民窟问题上无作为。在歌曲《UU》中，Big Gee讲述了蒙古人酗酒的危害，并使用了一些形容词来强调戒酒的重要性。 Big Gee拥有强烈的反华立场。他指责蒙古国的中国企业因采矿导致国有资产流失以及破坏环境。在他最具争议性的歌曲《Hujaa》中，他称赞了蒙古民族的优越性以及对华人的种族歧视。这首歌曲和专辑《Mongolz》是与蒙古摇滚乐队Jonon合作的，代表了蒙古民族主义思想。2024年6月，因Hujaa歌词涉及种族歧视等争议，Big Gee原定在中国举办的多场演唱因受到抵制而被取消。